# Магид, Сергей Яковлевич
Сергей Яковлевич Ма́гид (род. 20 июня 1947, Ленинград) — русский поэт, прозаик, переводчик.

## Биография
Родился в Ленинграде, окончил восьмилетнюю школу 321 (бывшую Первую Санкт-Петербургскую гимназию), затем три последние класса одиннадцатилетней школы 297 с производственным обучением.
В 1965 поступил на вечернее английское отделение филфака ЛГУ. Весной 1966 ушел из университета и осенью 1966 был призван в Советскую армию. Служил радистом в ракетной части, был участником нескольких широкомасштабных учений и командировок.
В 1969 был демобилизован. Вернувшись в Ленинград, в 1970 опять поступил на вечернее английское отделение филфака ЛГУ. Окончил университет в 1976 г., защитив дипломную работу по теме «Бесплодная земля» Т.С.Элиота».
Поскольку работа была защищена на «отлично с отличием», был рекомендован в аспирантуру, успешно сдал все экзамены, но принят не был.
Работал мастером ОТК на заводе, плотником в Эрмитаже, лаборантом, киномехаником, переводчиком технических текстов, преподавателем английского языка в ВУЗах Ленинграда, сторожем на строительных объектах, фото-наборщиком в типографии «Печатный Двор».
В 1981—1988 гг. входил в объединение ленинградских неподцензурных авторов «Клуб-81», в его поэтическую и переводческую секции. Автор ленинградского самиздата ("Обводный канал", "Часы"). Участвовал в создании журнала переводов «Предлог».
В 1985—1990 гг. занимался активной антирежимной деятельностью, был избран в Координационный совет организации «За Народный Фронт!», возглавлял его теоретическую группу. Принимал участие в работе над альтернативным проектом Конституции России. Был членом редакции журнала «Демократия и мы».
В 1990 уехал из СССР по чехословацкой визе, полученной после «бархатной революции» в Чехословакии.
Живет в Праге. Работает в Национальной библиотеке Чешской республики.
Поэзия Магида начала появляться в самиздате в середине 1970-х гг. В начале 1980-х Магид обратился к верлибру, добившись выразительности, эмоциональной силы и психологической точности в описании мировосприятия современного человека в контексте урбанистического пейзажа и тоталитарного общества. В поэзии Магида этого периода сильна еврейская тема. К 1985 относится первая «официальная» публикация Магида в сборнике «Круг». Стихи Магида 1990—2000-х гг. возвращаются к силлабо-тонике.
В 2000-е гг. Магид опубликовал также несколько прозаических сочинений (журналы «Зеркало», «Нева», «Иностранная литература», «Отечественные записки»).

## Сочинения
- Зона служенья: Избранные стихотворения. — М.: Новое литературное обозрение, 2003. – 120 с. – ISBN 5-86793-262-1
- В долине Элах (недоступная ссылка) — М.: Водолей, 2010. — 216 с. — ISBN 978-5-91763-033-5
- За гранью этого пейзажа: Дневники 1997-2001 гг — М.: Водолей, 2011. — 272 с. — ISBN 978-5-91763-076-2
- Angulus / Opticus: Третья книга стихотворений. 2009-2011 гг. — М.: Водолей, 2012. — 240 с. — ISBN 978-5-91763-115-8
- Первая сотница. — М.: Водолей, 2013. – 136 с. – ISBN 978-5-91763-170-8 ()
- Рефлексии и деревья: Стихотворения 1963-1990 гг. — [Худож. О. Сетринд. В оформлении использованы работы М. Добужинского.] — М.: Водолей, 2014. — 360 с.; Тираж не указан. — ISBN 978-5-91763-227-8
- Dichtung und Wildheit. Комментарии к стихотворениям 1963-1990 гг. — [Худож. О. Сетринд. В оформлении использованы работы М. Добужинского.] — М.: Водолей, 2014. — 320 с.; Тираж не указан. — ISBN 978-5-91763-228-5
- Старая проза. – М.: Водолей, 2015. – 288 с. – ISBN 978-5-91763-260-5
- Вторая сотница. Об оскорблении души. – М.: Водолей, 2016. – 314 с. – ISBN 978-5-91763-325-1
- О состояниях сознания. Опыт историософии русской жизни. – М.: Водолей, 2017. — 480 с. – ISBN 978-5-91763-400-5
- Стихи 2011-2019 гг. – М.: Водолей, 2020. – 188 с. – ISBN 978-5-91763-494-4